# Quaregnon-Rivage
Quaregnon-Rivage is het deel van de Henegouwse plaats Quaregnon dat is gelegen ten noorden van de spoorlijn en de autosnelweg A7.
Quaregnon-Rivage is gelegen rondom het Place du Rivage en ook de Cité Cosmopolite behoort tot deze wijk.

## Bezienswaardigheden
- De Sint-Jozefskerk (Église Saint-Joseph) in Quaregnon-Rivage is van 1880.

## Natuur en landschap
Ten zuiden van Quaregnon-Rivage stroomt de Hene. 
In het noorden vindt men het Réserve Naturel des Marionville, een gebied van 70 ha bestaande uit moerasgebieden en watervlakten die ontstaan zijn door mijnschade.

## Nabijgelegen kernen
Quaregnon, Wasmuel, Jemappes, Douvrain, Tertre